# Institute for the Study of Ancient Cultures

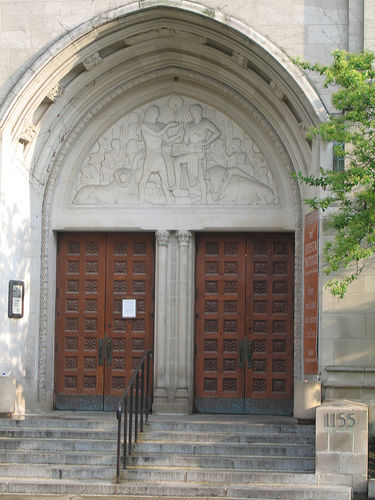
Von Ulrich Ellerhusen gestaltete Art-déco-Tore am Eingang des Oriental Institute

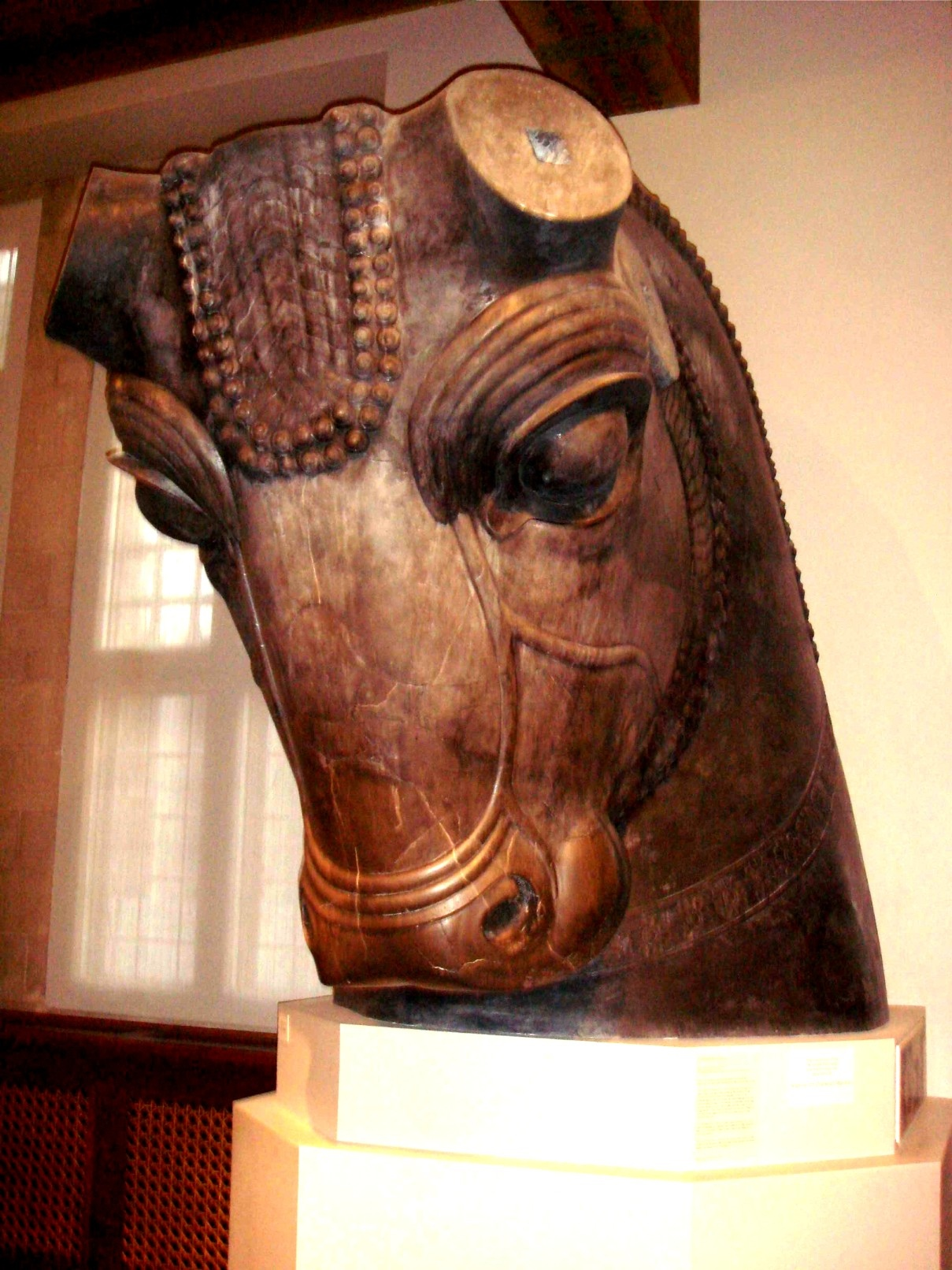
Stierkopf vom Eingang der Halle der hundert Säulen in Persepolis

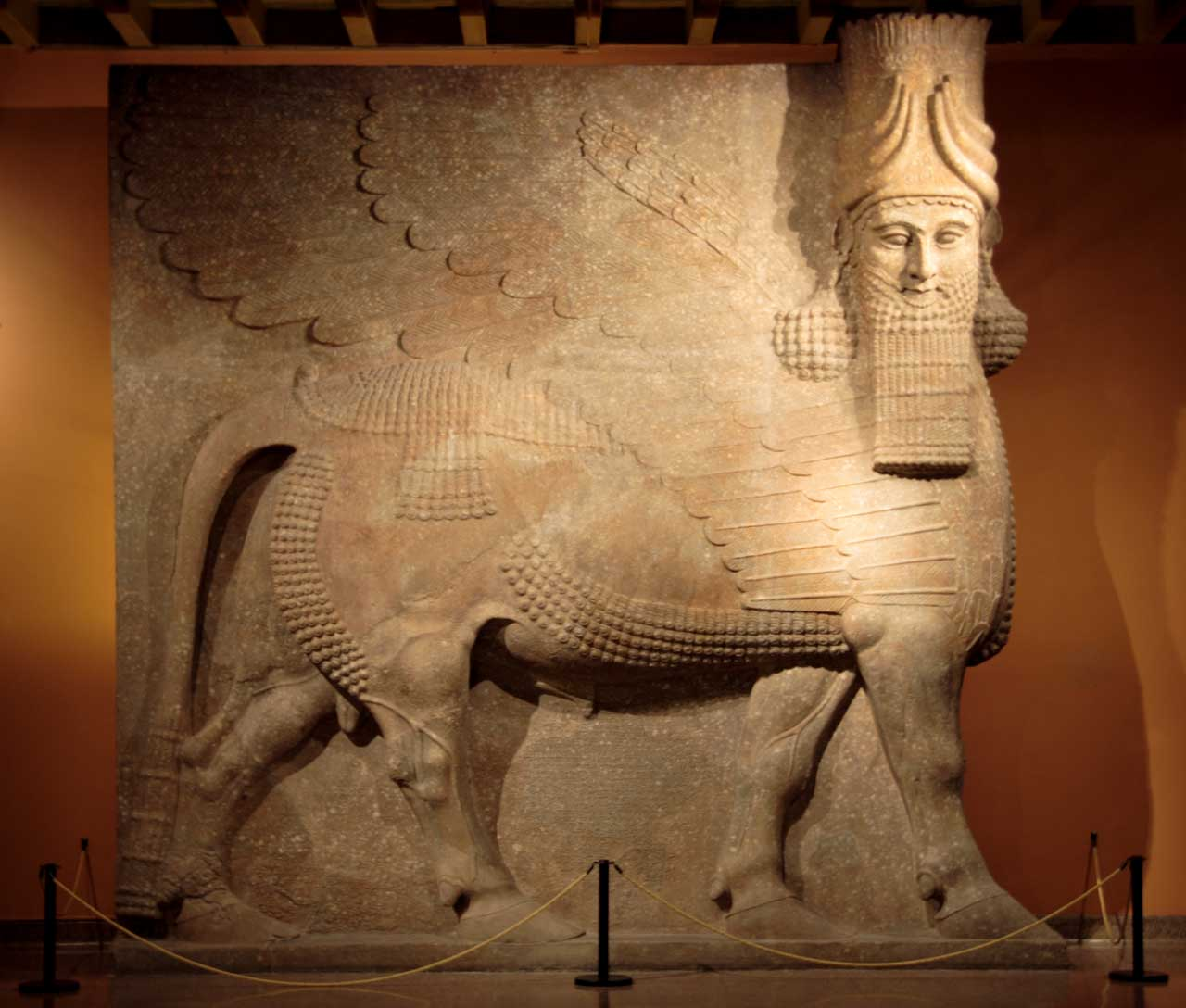
Ein Lamassu aus dem Palast Sargons II. in Dur Šarrukin

Das Institute for the Study of Ancient Cultures (kurz ISAC, lang Institute for the Study of Ancient Cultures, West Asia & North Africa), bis 2023 Oriental Institute (OI), gehört zu den führenden Forschungszentren für Vorderasiatische Altertumskunde und Ägyptologie weltweit. Es wurde 1919 als Institut der University of Chicago gegründet und beherbergt auch ein eigenes archäologisches Museum.
Das ISAC unterhält unter anderem eine von zwei Professuren für Sumerologie weltweit.

## Geschichte
Die Idee des Oriental Institutes geht auf James Henry Breasted zurück, der auch die Sammlung des Haskell Oriental Museums aufbaute. Er schlug John D. Rockefeller, Jr. am Ende des Ersten Weltkriegs die Einrichtung eines Forschungsinstituts vor, das sich mit der Zurückverfolgung der westlichen Zivilisation bis zu ihren Wurzeln im Alten Orient beschäftigen sollte. Rockefeller sicherte ihm hierzu 50.000 US-Dollar für einen Zeitraum von fünf Jahren zu. Denselben Betrag stellte er zum selben Zweck auch der University of Chicago direkt zur Verfügung. Mit diesen Geldern konnte das Oriental Institute schließlich im Mai 1919 gegründet werden. Es wurde in einem vom Architekturbüro Mayers Murray & Phillip geplanten Gebäude in Art déco-/Neugotischem-Stil untergebracht, das 1930 fertiggestellt und 1931 eingeweiht wurde.
Direktoren
- 1919–1935 James Henry Breasted
- 1936–1946 John Albert Wilson
- 1946–1950 Thorkild Jacobsen
- 1950–1963 Carl H. Kraeling
- seit 2023 Timothy P. Harrison

## Sammlung
Im Museum befinden sich Funde aus Ausgrabungen in Ägypten, Israel, Syrien, Türkei, Irak und Iran. Hierzu gehören das Megiddo-Elfenbein, eine Sammlung von Luristan-Bronzen, ein 40 Tonnen schwerer Lamassu aus Dur Šarrukin sowie eine Monumentalstatue Pharao Tutanchamuns. Zur Sammlung gehört auch ein um 500 v. Chr. datierendes Tontafelarchiv aus der persischen Hauptstadt Persepolis, seit 1973 eine Leihgabe des Iranischen Nationalmuseums sowie der iranischen Antikenorganisation. Die in einem elamischen Dialekt verfassten Tontafeln ermöglichen einen Einblick in den Alltag im Achämenidenreich, welches sonst vor allem aus den Berichten antiker Schriftsteller wie Herodot bekannt ist.

## Projekte
In den 1930er Jahren fand unter der Leitung von Henri Frankfort eine Serie von Ausgrabungen im Diyala-Gebiet im Irak statt. Diese Iraq Expedition lieferte die Grundlage für die international akzeptierte Chronologie der Frühdynastischen Zeit in Mesopotamien.
Neben zahlreichen Grabungen im Vorderen Orient und Ägypten wurde vom Oriental Institut das 23-bändige Chicago Assyrian Dictionary fertiggestellt. Dabei handelt es sich um ein bereits 1921 von Breasted begonnenes Nachschlagewerk für die akkadische Sprache. Daneben wird zurzeit in Chicago auch an einem Chicago Hittite Dictionary und einem Demotisch-Wörterbuch gearbeitet.

## Mediale Erwähnung
1997 wurden in Jerusalem bei einem Terroranschlag der Hamas mehrere amerikanische Bürger verletzt. 2001 reichten Überlebende und Familienangehörige der Opfer Klage gegen die Hamas und den Iran ein. Ein amerikanisches Gericht gab der Klage recht und verurteilte die Angeklagten zu mehreren Millionen Schadenersatz. Um das Geld einzutreiben, wurde 2004 eine zusätzliche Klage erhoben mit dem Ziel, die Geldschuld mit dem Erlös der Tontafeln von Persepolis einzutreiben, die sich in den Händen des Oriental Institute der University of Chicago befinden. Der Fall Rubin v. Islamic Republic of Iran wurde 2018 vom Obersten Gerichtshof der Vereinigten Staaten zugunsten des Irans entschieden.
In Jäger des verlorenen Schatzes behauptet Indiana Jones, am Oriental Institute studiert zu haben. Angeblich sei er Breasted nachempfunden. Weitere Indiana-Jones-Vorbilder aus Chicago seien Edward Chiera (1885–1933) und Robert Braidwood.